# Stefanos Siontīs
Stefanos Siontīs (Στέφανος Σιόντης; Giannina, 4 settembre 1987) è un ex calciatore greco, di ruolo centrocampista.

## Carriera

### Club
Ha giocato nella prima divisione greca.

### Nazionale
Ha giocato nelle nazionali giovanili greche Under-19 ed Under-21.

## Palmarès

### Club

#### Competizioni nazionali
- Souper Ligka Ellada 2: 1

Panserraïkos: 2022-2023